# Айвайни
Айвайни (тур. Ayvaini) — пещера на территории деревни Айва, Бурса, Турция.
Название Айвайни происходит от названия деревни Айва. Пещера имеет два входа. Один расположен у Айва, другой у Дожаналини (тур.  Doğanalanı). Вход у Дожаналини имеет отвесный и достаточно узкий спуск на глубину 17 метров. Пещера располагается почти горизонтально. Внутри находится несколько озёр и небольшая река Карадонлу (тур. Karadonlu). Изобилует сталактитами и сталагмитами и другими натёчными образованиями.